# Anthony Jenkinson

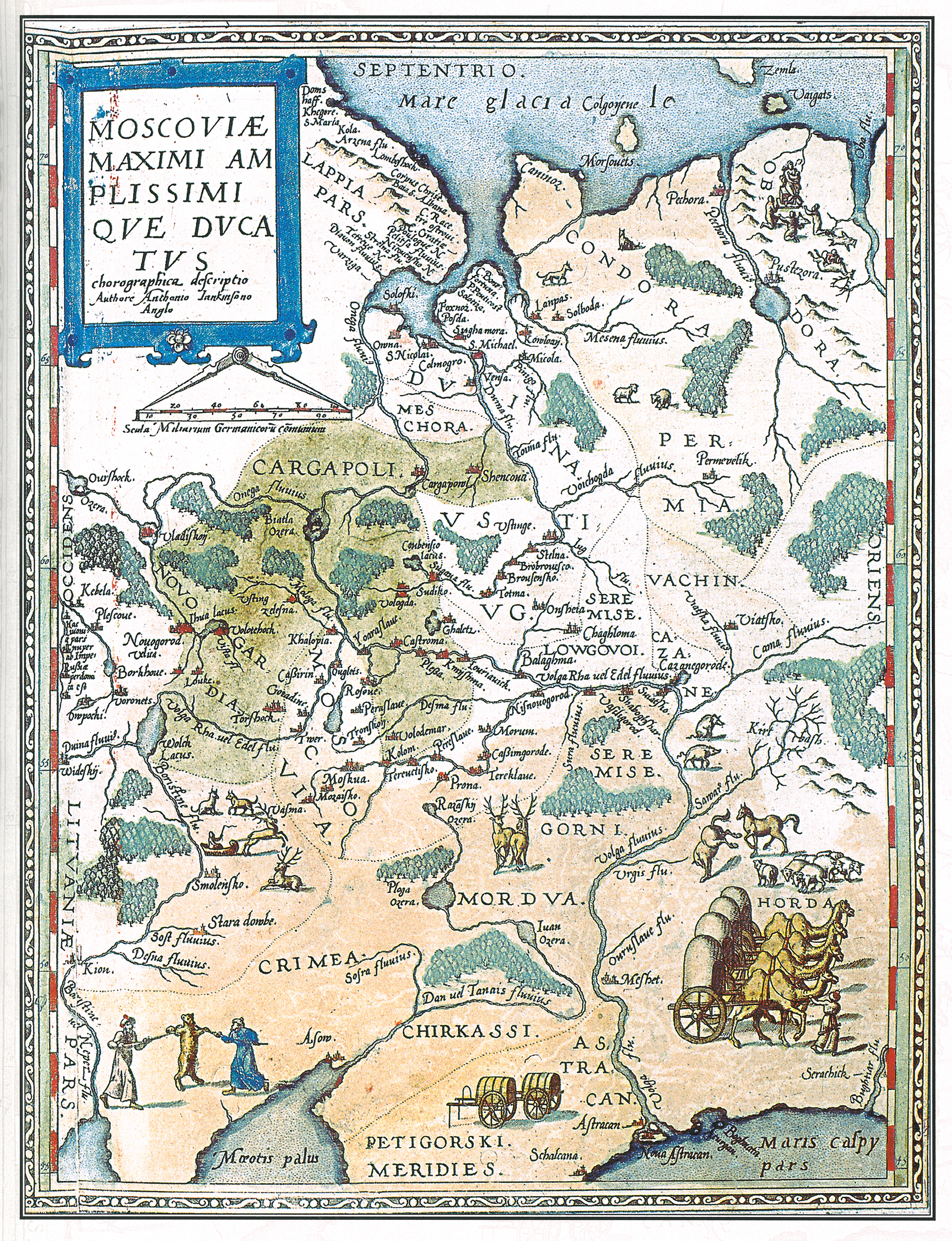
Mapa de Moscovia preparado por Anthony Jenkinson y Gerard de Jode (1593)

Anthony Jenkinson (Market Harborough, Leicestershire, septiembre de 1529 - febrero de 1611), fue un viajero, comerciante en nombre de la Compañía de Moscovia, diplomático y embajador plenipotenciario de la Corona británica ante Iván el Terrible. Fue uno de los primeros británicos que viajó por Moscovia y la actual Rusia y que se logró varios acuerdos comerciales con el zar Iván en varias ocasiones en sus viajes a Moscú. Detalló lo acontecido en sus viajes en varias obras escritas sobre su vida y fue el primer viajero occidental que describió el mar Caspio y el Asia Central.

## Biografía
William Jenkinson, padre de Anthony Jenkinson, era un hombre de grandes propiedades y riquezas y educó a su hijo en sus primeros años para una carrera mercantil. Ya en el año 1568, Jenkinson se había convertido en principal agente comercial de la Compañía de Moscovia. El 26 de enero de ese año Jenkinson se había casado con Judith Marshe, hija de John Marshe y su esposa Alice. Marshe tenía amplios vínculos comerciales, además de ser uno de los miembros fundadores de la Compañía de Moscovia y Jenkinson se benefició en gran medida a través de esos vínculos financieros. El matrimonio tuvo seis hijas y cinco hijos, de los que solo cuatro hijas y un hijo sobrevivieron. Se ha especulado que Jenkinson habría tenido una hija ilegítima, Anne Beck o Whateley, que en un algún momento se habría comprometido a casarse con William Shakespeare. Sin embargo, esas afirmaciones pronto fueron olvidadas como una mera especulación por parte de su creador, William Ross. En 1606 Jenkinson estaba viviendo en una casa de campo en Ashton. Su esposa murió antes que él a casa de una grave parálisis. Jenkinson fue enterrado el 16 de febrero de 1611 en la iglesia Holy Trinity en Teigh.
Un hijo de Anthony, Sir Robert fue el padre de la primera de las baronesas Jenkinson de Hawkesbury (Gloucestershire).

## Viajes a Moscovia

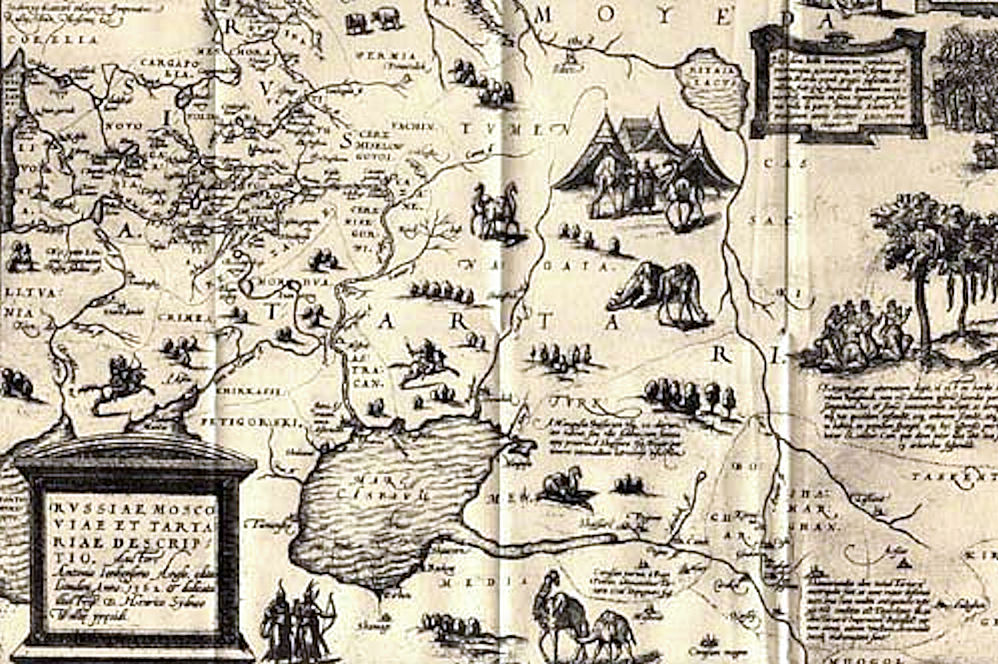
Uno de los mapas de Rusia de Jenkinson (1562), que representa las regiones que rodean el mar Caspio.

Jenkinson viajó a Moscovia en varias ocasiones durante su vida en nombre de la Compañía de Moscovia.

### Primer viaje (1558)
Después de la muerte en 1556 del primer enviado de la Corona británica a Moscovia, el capitán Richard Chancellor, la reina María Tudor envió a Jenkinson como embajador oficial a Moscú con la tarea principal de obtener credenciales de seguridad y del derecho de vía sin obstáculos para navegar por el Volga hasta el mar Caspio (el mismo objetivo que conseguirá en 1561 cuando las negociaciones con el rey Iván IV se hagan ya en nombre de Isabel I). Partió al año siguiente, 1557, a bordo del barco Primrose y se dirigió a Rusia acompañado por Osip Nepeya, el primer embajador que había sido enviado por Moscú a las islas británicas y que regresaba a su país. Rodearon por mar la península escandinava y entraron en el mar Blanco hasta arribar al puerto de Arcángel.
Jenkinson se encontraba en Moscú en el año 1558. El 23 de abril abandonó la ciudad en un intento de llegar por tierra hasta Catay. Comenzó su viaje descendiendo por el Volga hacia el sur hasta llegar a la ciudad de Astracán, a orillas del Caspio. Su partida continuó su viaje hacia el sureste después de cruzar el Caspio, y desde allí viajó durante varios meses a través de tierras de los tártaros, cruzando los territorios recientemente conquistados del Kanato de Kazán, la Horda de Nogái y el Kanato de Astracán. Tras muchos peligros el 21 de diciembre llegó a Bujará, cuyo sultán le protegió. Bujará era un enclave comercial visitado por comerciantes de la India, Persia, Rusia, Afganistán y otros países. Supo que en el pasado comerciaban con Cathay, pero que las guerras y los ladrones hacían en ese momento esa ruta intransitable. La expedición se vio obligada a dar por acabado su viaje y volver sobre sus pasos. Regresaron a Moscú en 1559, y no pudieron viajar de regreso a Inglaterra hasta la primavera de 1560, cuando las rutas marítimas se abrieron otra vez.
Jenkinson fue el primer viajero europeo occidental que describió el mar Caspio y el Asia Central durante su expedición a Bukhara de 1558-60. El resultado de esas observaciones no fueron solo los informes oficiales, sino también mapas detallados de Rusia, el mar Caspio y Asia Central, publicados en Londres en 1562 con el título: Descripción de Moscovia, Rusia y Tataristán, y que arrojan luz sobre las casi inaccesibles, para los europeos, áreas del corazón de Eurasia. Su mapa se incorporó al Atlas de Ortelius, Theatrum Orbis Terrarum.

### Segundo viaje (1561)
A su llegada de regreso de su primer viaje a Rusia, Jenkinson comenzó de inmediato a preparar una segunda expedición. Su intención era viajar a Rusia y desde allí llegar a Persia. Llegó a Moscú en agosto de 1561, con la intención formalizar nuevos acuerdos comerciales con Iván el Terrible, aunque no fue capaz de tener una audiencia hasta marzo de 1562. Causó una gran impresión en Iván y se las arregló para alcanzar acuerdos preferenciales y ampliar los derechos comerciales en nombre de la Compañía de Moscovia. A partir de ahí, Jenkinson viajó por toda Rusia y Persia y en julio de 1564 estaba de regreso en Londres.

### Tercer viaje (1566)
Jenkinson fue enviado a Rusia por tercera vez con el fin de resolver una disputa sobre los acuerdos comerciales que Inglaterra había hecho con Rusia en su último viaje en 1564. A su llegada, y en una carta enviada de vuelta a un amigo británico, Jenkinson mencionó la crueldad que se había abatido sobre el territorio ruso a causa de Iván. Con el fin de negociar con éxito los términos comerciales, Jenkinson fue enviado de regreso a Inglaterra y se le ordenó reunir a expertos en la guerra y llevarlos a Rusia para ayudar a Iván con sus guerras. En este viaje Jenkinson negoció con éxito nuevos términos comerciales con el monarca ruso en septiembre de 1567.

### Cuarto viaje (1571)

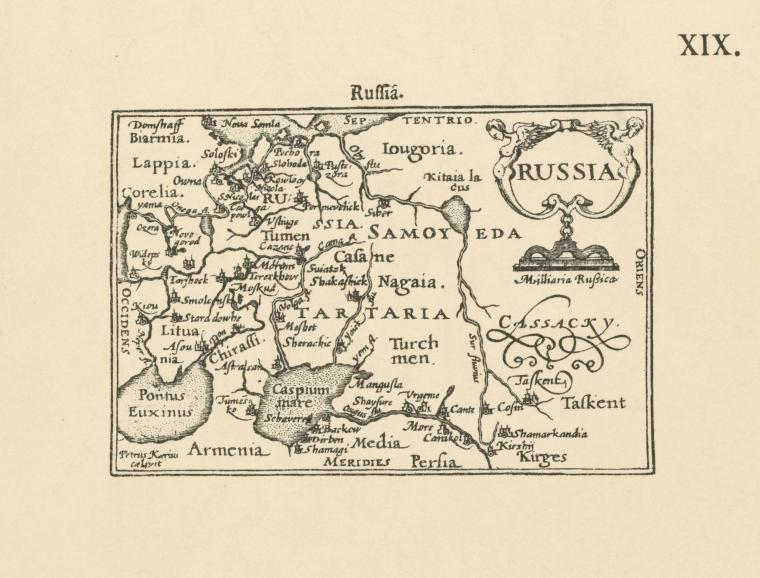
Mapa de Jenkinson, publicado en Ámsterdam en 1598

En julio de 1571 Jenkinson fue enviado a Rusia, en su cuarto y último viaje. En 1568, Iván había revocado los privilegios comerciales que Jenkinson había alcanzado y, en nombre de la reina, fue de nuevo enviado a restablecer el acuerdo comercial. Después de estar detenido en Kholmogory durante seis meses debido a la peste, Jenkinson finalmente fue capaz de llegar a Moscú en mayo de 1572. Durante ese viaje realizó comentarios sobre la devastación que los tártaros de Crimea había causado en las regiones del país. El 23 de julio Jenkinson ya había logrado reintegrar con éxito todos los privilegios comerciales con Iván y Rusia.

## Escritos
Los mapas de Rusia que hizo Jenkinson fueron incorporados en el famoso Atlas de Ortelius Theatrum orbis terrarum. Además, los historiadores han recuperado muchas de las cartas personales de Jenkinson, en las que describe Rusia. En particular, hace mención a la terrible y atroz forma de gobernar de Iván. Además, los relatos de viajes de Jenkinson se utilizaron en el libro de viaje del historiador y escritor contemporáneo suyo, Richard Hakluyt, Principal Navigations.